# 2008 en football
Cet article présente les faits marquants de l'année 2008 en football, dont l'événement majeur est la victoire de l'Espagne à l'Euro.

## Janvier
- 3 janvier : le jeune milieu de terrain argentin Éver Banega quitte le CA Boca Juniors et rejoint le club espagnol de Valence.
- 5 janvier, Coupe d'Angleterre : surprise à l'occasion des 32e de finale de la FA Cup avec l'élimination d'Everton par Oldham, modeste club de Football League One (3e division anglaise).
- 6 janvier, Coupe de France, 32e de finale : grosse surprise au Stadium Municipal de Toulouse avec l'élimination du TFC (L1) par le Paris Football Club (équipe de National).
- 9 janvier : Newcastle se sépare de son manager Sam Allardyce "par accord mutuel".
- 11 janvier :
  - L'attaquant français Nicolas Anelka quitte les Bolton Wanderers et rejoint le club londonien de Chelsea. Le transfert payé par les Blues s'élève à 21 millions d'euros.
  - Le Bayern de Munich dévoile son nouvel entraîneur pour la saison 2008-2009. Il s'agit de Jürgen Klinsmann, ancien sélectionneur de l'équipe d'Allemagne, qui prendra ses fonctions au mois de juillet 2008.
- 12 janvier, Championnat d'Angleterre : très large victoire de Manchester United sur Newcastle (6-0). Cristiano Ronaldo inscrit un triplé en faveur des Red Devils.
- 13 janvier : Víctor Fernández est limogé de son poste d'entraîneur du Real Saragosse. Ander Garitano le remplace, avant qu'il ne soit lui-même substitué par Javier Irureta.
- 16 janvier : Kevin Keegan devient le nouvel entraîneur de Newcastle United. Il avait déjà entraîné ce club de 1992 à 1997.
- 17 janvier : en manque de temps de jeu, l'international français Lassana Diarra quitte Arsenal et signe en faveur du Portsmouth Football Club.
- 20 janvier, Coupe d'Afrique des nations : début de la Coupe d'Afrique des nations qui se déroule au Ghana. En match d'ouverture le pays organisateur s'impose 2-1 face à la Guinée.
- 21 janvier, Championnat de France : exploit du Racing Club de Lens (avant-dernier de L1) qui bat l'Olympique lyonnais (leader) 3-0 au Stade Félix-Bollaert. C'est la plus lourde défaite de la saison pour l'OL.
- 22 janvier, Coupe de la Ligue anglaise, demi-finale retour : très large victoire de Tottenham sur Arsenal (5-1). Tottenham n'avait plus battu son grand rival depuis l'année 1999.
- 24 janvier : George Burley devient le nouveau sélectionneur de l'Équipe d'Écosse.
- 26 janvier, Championnat de France : festival de buts au Stade Vélodrome avec l'OM qui l'emporte largement 6-1 sur Caen. Djibril Cissé inscrit un triplé en faveur du club olympien.
- 28 janvier : le footballeur malien Mohamed Sissoko quitte le club anglais de Liverpool et rejoint l'équipe italienne de la Juventus.
- 29 janvier : le footballeur brésilien Ederson signe à l'Olympique lyonnais. Il rejoindra officiellement l'OL à la fin de la saison.
- 31 janvier : Middlesbrough recrute le footballeur brésilien Afonso Alves. Le transfert est proche de 18 millions d'euros ce qui constitue un record pour le club.

## Février
- 2 février :
  - Le footballeur franco-malien Frédéric Kanouté est élu joueur africain de l'année 2007.
  - Championnat des Pays-Bas : à noter la très large victoire du SC Heerenveen sur le Vitesse Arnhem (7-0).
- 3 février, Coupe de France, seizièmes de finale : très grosse surprise avec l'US Jeanne d'Arc Carquefou, modeste club de CFA2 (5e division), qui sort l'Association sportive Nancy-Lorraine (L1) après prolongation.
- 4 février : Víctor Muñoz est limogé de son poste d'entraîneur du Recreativo Huelva. Manolo Zambrano, entraîneur de l'équipe réserve, le remplace.
- 10 février :
  - Championnat d'Espagne : carton du Real Madrid face à Valladolid (7-0). Le Real compte désormais 8 points d'avance sur le FC Barcelone, son dauphin.
  - Coupe d'Afrique des nations, finale : l'Égypte remporte la Coupe d'Afrique des nations en battant en finale le Cameroun (1-0). Les Pharaons conserve ainsi leur titre. Le Ghana, pays organisateur, prend la 3e place en surclassant la Côte d'Ivoire.
- 12 février : Thomas von Heesen devient le nouvel entraîneur du 1.FC Nuremberg. Il succède à Hans Meyer.
- 15 février, Championnat des Pays-Bas : large victoire de l'Ajax Amsterdam sur le Sparta Rotterdam (6-2).
- 16 février :
  - Le défenseur italien Paolo Maldini joue son millième match professionnel sous les couleurs du Milan AC.
  - Coupe d'Angleterre, huitièmes de finale : grosse surprise avec l'élimination de Liverpool par Barnsley, club qui évolue en Football League Championship (2e division anglaise). En parallèle, Manchester United sort Arsenal sur le lourd score de 4-0.
- 17 février, Championnat de France : les Girondins de Bordeaux étrillent l'AS Monaco 6-0 au Stade Louis-II et reviennent à 1 point du leader, Lyon. Dans le traditionnel classico, l'Olympique de Marseille l'emporte 2-1 face au PSG au Stade Vélodrome.
- 19 et 20 février, Ligue des champions, huitièmes de finale aller :
  - Olympiakos Le Pirée 0-0 Chelsea FC
  - AS Rome 2-1 Real Madrid
  - Liverpool FC 2-0 Inter Milan
  - Schalke 04 1-0 FC Porto
  - Olympique lyonnais 1-1 Manchester United
  - Fenerbahçe SK 3-2 FC Séville
  - Arsenal FC 0-0 Milan AC
  - Celtic Glasgow 2-3 FC Barcelone
- 22 février : l'Ajax Amsterdam annonce l'arrivée de Marco van Basten au poste d'entraîneur à compter de la saison prochaine.
- 23 février :
  - Championnat d'Angleterre : large victoire de Manchester United sur Newcastle (5-1). Au match aller, les mancuniens s'étaient déjà imposés 6-0.
  - Championnat d'Italie : le match entre le Torino et Parme se solde par un spectaculaire match nul : 4-4 !
- 24 février :
  - Championnat d'Italie : festival de buts au Stade Friuli, avec le Genoa CFC qui l'emporte 5-3 à l'extérieur sur l'Udinese Calcio.
  - Coupe de la Ligue anglaise, finale : Tottenham remporte la Coupe en battant Chelsea après prolongation. C'est le premier trophée des Spurs depuis l'année 1999.
- 27 février :
  - Coupe de la Ligue : Le Racing Club de Lens se qualifie pour la finale de la Coupe de la Ligue au terme d'un match spectaculaire remporté 5-4 après prolongation face au Mans.
- 29 février : le footballeur argentin Javier Mascherano signe un contrat de 4 ans en faveur de Liverpool. Il était initialement prêté par West Ham aux Reds.

## Mars
- 2 mars, Championnat d'Italie : première défaite de la saison en Serie A pour l'Inter Milan. C'est le SSC Naples qui réussit l'exploit de battre les Nerazzurri grâce à un but de Marcelo Zalayeta.
- 3 mars :
  - La Fédération néerlandaise de football annonce l'arrivée de Bert van Marwijk au poste de sélectionneur à l'issue de l'Euro 2008. Il succédera à Marco van Basten.
  - Javier Irureta quitte son poste d'entraîneur du Real Saragosse, après seulement 6 matchs de championnat passés à la tête de l'équipe. Manolo Villanova prend la relève.
- 4 et 5 mars, Ligue des champions, huitièmes de finale retour :
  - Manchester United 1-0 Olympique lyonnais
  - FC Séville 3-2 Fenerbahçe SK
  - Milan AC 0-2 Arsenal FC
  - FC Barcelone 1-0 Celtic Glasgow
  - Chelsea FC 3-0 Olympiakos Le Pirée
  - Real Madrid 1-2 AS Rome
  - FC Porto 1-0 Schalke 04 (1-4 aux T.A.B)[1]
- 8 mars :
  - Championnat d'Espagne : très large victoire du Real Majorque sur le Recreativo de Huelva (7-1).
  - Championnat d'Allemagne : festival de buts au Gottlieb-Daimler-Stadion, où le VfB Stuttgart s'impose 6-3 sur le Werder Brême. Mario Gómez signe un triplé en faveur de Stuttgart.
  - Coupe d'Angleterre, quarts de finale : grosse surprise avec l'élimination de Chelsea, le tenant du titre, par Barnsley, modeste club de 2e division anglaise. En parallèle, Portsmouth sort Manchester United. Pour la première fois, il n'y aura qu'un seul club de l'élite qui jouera les demi-finales.
- 9 mars :
  - Championnat de France : match au sommet entre le leader (l'OL) et son dauphin, Bordeaux. Lyon l'emporte finalement 4-2 à Gerland et porte son avance à six points sur son principal poursuivant. Cette journée voit également l'AS Saint-Étienne disputer son 2 000e match en L1.
  - José Antonio Camacho quitte son poste d'entraîneur du Benfica Lisbonne. Fernando Chalana, son adjoint, assure l'intérim.
- 10 mars : Domenico Di Carlo est limogé de son poste d'entraîneur de Parme à la suite d'une série de mauvais résultats. Héctor Cúper prend la relève.
- 11 mars :
  - Ligue des champions, huitièmes de finale retour : Inter Milan : 0 Liverpool FC : 1. Liverpool qui l'avait emporté 2-0 à l'aller se qualifie donc pour les quarts de finale, où pour la première fois, 4 clubs anglais seront présents.
  - Takis Lemonis est limogé de son poste d'entraîneur de l'Olympiakos Le Pirée. José Segura, son assistant, le remplace.
- 12 mars, Championnat d'Angleterre : carton de Chelsea face à Derby County (6-1). Frank Lampard inscrit quatre buts.
- 15 mars :
  - Championnat d'Allemagne : exploit de l'Energie Cottbus (lanterne rouge de la Bundesliga), qui bat le Bayern Munich (leader), 2-0 au Stadion der Freundschaft.
  - Championnat de France : large victoire du Lille OSC sur le SM Caen (5-0).
- 16 mars, Championnat de France : prolifique match nul entre Lens et Marseille (3-3).
- 19 mars :
  - Championnat d'Angleterre : spectaculaire match nul entre Tottenham et Chelsea (4-4).
  - Championnat d'Italie : 130e derby entre la SS Lazio et l'AS Rome. La Lazio s'impose 3-2 sur la Roma.
  - Coupe de France, huitièmes de finale : nouvel exploit de Carquefou (5e division !), qui élimine l'OM (Ligue 1). L'unique but de la partie est inscrit par N'Doye à la 7e minute de jeu. C'est la première fois qu'un club de CFA2 se qualifie pour les quarts de finale de la compétition.
- 23 mars :
  - Championnat d'Italie : victoire de la Juventus (2-1) sur le terrain de l'Inter Milan. L'Inter n'avait plus perdu à domicile en championnat depuis le mois d'avril 2007.
  - Championnat d'Angleterre : victoire de Manchester United sur Liverpool (3-0), et de Chelsea sur Arsenal (2-1).
  - Championnat de France : l'Olympique lyonnais s'impose 4-2 face au PSG au Stade de Gerland. Alors que l'OL se dirige vers un septième titre de champion, le PSG flirte dangereusement avec la zone de relégation.
- 24 mars : Francesco Guidolin est une nouvelle fois limogé de son poste d'entraîneur de Palerme. Les dirigeants rappellent Stefano Colantuono, déjà entraîneur du club sicilien en 2007.
- 25 mars : Décès de Thierry Gilardi des suites d'une crise cardiaque.
- 26 mars : David Beckham honore sa 100e sélection en équipe nationale à l'occasion du match amical France - Angleterre. Franck Ribéry marque l'unique but du match sur pénalty et dédie son but au commentateur sportif Thierry Gilardi, décédé la veille.
- 29 mars, Coupe de la Ligue, finale : le Paris Saint-Germain remporte la Coupe de la Ligue en battant le Racing Club de Lens (2-1). Bernard Mendy délivre le PSG en inscrivant un pénalty à la 92e minute de jeu. Ce match est marqué par le déploiement, de la part de certains supporters parisiens, d'une banderole hostile aux habitants nordistes.

## Avril
- 1er et 2 avril, Ligue des champions de l'UEFA, quarts de finale aller :
  - AS Rome 0-2 Manchester United
  - Schalke 04 0-1 FC Barcelone
  - Fenerbahçe 2-1 Chelsea FC
  - Arsenal FC 1-1 Liverpool FC
- 3 avril, Coupe de l'UEFA, quarts de finale aller :
  - Bayern Munich 1-1 Getafe CF
  - Bayer Leverkusen 1-4 Zénith Saint-Pétersbourg
  - AC Fiorentina 1-1 PSV Eindhoven
  - Glasgow Rangers 0-0 Sporting Clube de Portugal
- 5 avril, :
  - Championnat d'Angleterre : match nul (1-1) entre Arsenal et Liverpool.
  - Championnat du Portugal : carton du FC Porto face à l'Estrela da Amadora (6-0). À la suite de cette victoire, Porto se voit sacré champion du Portugal, et ce pour la troisième année consécutive.
  - Karl-Heinz Feldkamp démissionne de son poste d'entraîneur de Galatasaray. L'ancien joueur turc Cevat Güler assure l'intérim.
- 6 avril :
  - Championnat d'Espagne : festival de buts au Stade Vicente Calderón, où l'Atlético de Madrid s'impose 6-3 sur l'Unión Deportiva Almería.
  - Championnat de France : victoire de l'OM sur l'OL au Stade Vélodrome sur le score de 3 buts à 1. L'OM avait également battu l'OL lors du match aller.
- 7 avril : le Feyenoord Rotterdam annonce l'arrivée de Gertjan Verbeek au poste d'entraîneur à compter de la saison 2008/2009.
- 8 avril, Ligue des champions de l'UEFA, quarts de finale retour : Liverpool se qualifie pour les demi-finales de la compétition au terme d'un match spectaculaire remporté 4-2 face à Arsenal. Chelsea obtient également son ticket pour les demis en s'imposant 2-0 face au club turc de Fenerbahçe.
- 9 avril, Ligue des champions de l'UEFA, quarts de finale retour : Manchester United se qualifie pour le tour suivant en s'imposant 1-0 face à l'AS Rome. Même chose pour le FC Barcelone, à la suite de sa victoire sur le même score face au FC Schalke 04. Pour la toute première fois, il y aura donc trois clubs anglais qui disputeront les demi-finales !
- 10 avril, Coupe de l'UEFA, quarts de finale retour :
  - Getafe CF 3-3 Bayern Munich (après prolongation)
  - Zénith Saint-Pétersbourg 0-1 Bayer Leverkusen
  - PSV Eindhoven 0-2 AC Fiorentina
  - Sporting Clube de Portugal 0-2 Glasgow Rangers
- 12 avril, :
  - Championnat d'Angleterre : carton d'Aston Villa face à Derby County (6-0).
  - Championnat d'Allemagne : le choc entre le Werder Brême et Schalke 04 se solde par une large victoire du Werder sur le score de 5-1.
  - Championnat d'Italie : au Stade olympique de Turin, la Juventus bat le Milan AC sur le prolifique score de 3-2.
- 13 avril :
  - Mirko Slomka est limogé de son poste d'entraîneur de Schalke. L’équipe se voit confiée jusqu’à la fin de la saison à deux anciens joueurs de Schalke, Michael Büskens et Youri Mulder.
  - Championnat d'Allemagne : le Bayern de Munich s'impose 5-0 face au Borussia Dortmund et se dirige tout droit vers un 21e titre de champion d'Allemagne. Les munichois menaient déjà 4-0 après seulement 22 minutes de jeu !
  - Championnat d'Angleterre : Manchester United l'emporte 2-1 face à Arsenal à Old Trafford.
- 16 avril :
  - Walter Novellino est limogé de son poste d'entraîneur du Torino Football Club. Gianni De Biasi prend la relève.
  - Championnat d'Allemagne : très large victoire de Schalke face à Cottbus (5-0). Kevin Kurányi signe un quadruplé en faveur de Schalke.
  - Coupe de France, quarts de finale : fin de l'aventure pour les amateurs de Carquefou (CFA2), éliminés par le Paris Saint-Germain au Stade de la Beaujoire. Dans le même temps, le CS Sedan-Ardennes (L2) créé l'exploit en éliminant les Girondins de Bordeaux, qui occupent la deuxième place au classement de Ligue 1.
  - Coupe d'Espagne, finale : le F.C. Valence remporte la Copa del Rey sur le score de 3-1 face au F.C. Getafe.
- 19 avril, Coupe d'Allemagne, finale : le Bayern de Munich remporte la DFB Pokal en battant le Borussia Dortmund sur le score de 2-1 après prolongation. Luca Toni inscrit les deux buts du Bayern.
- 20 avril :
  - Championnat d'Espagne : large victoire de l'Athletic Bilbao sur le Valence CF (5-1).
  - Championnat des Pays-Bas, dernière journée : le PSV Eindhoven s'impose 0-1 face au Vitesse Arnhem et remporte son 4e titre de champion d'affilée, ce qui constitue le 21e de son histoire.
  - Championnat de Belgique : le Standard de Liège s'impose 2-0 contre le RSC Anderlecht et remporte son 9e titre de champion, et ce 25 ans après son dernier sacre.
- 21 avril : Alain Cayzac démissionne de son poste de président du Paris Saint-Germain. En parallèle, Michel Moulin se voit nommer conseiller sportif du club. Le PSG se trouve dans une situation très délicate puisqu'il est 18e de Ligue 1 à seulement quatre journées de la fin du championnat.
- 22 avril :
  - Limogeage de l'entraîneur néerlandais du FC Valence, Ronald Koeman, à la suite de la lourde défaite 1 - 5 sur la pelouse de l'Athletic Bilbao. Koeman est remplacé par Salvador González Marco, un ancien joueur du club, jusqu'à la fin de la saison.
  - Ligue des champions de l'UEFA, demi-finale aller : Chelsea arrache le match nul (1-1) sur la pelouse de Liverpool.
- 23 avril :
  - Simon Tahar est nommé président directeur général du Paris Saint-Germain.
  - Ligue des champions de l'UEFA, demi-finale aller : Manchester United fait match nul (0-0) sur la pelouse du FC Barcelone.
- 24 avril, Coupe de l'UEFA, demi-finale aller : sur sa pelouse, le Bayern Munich fait match nul (1-1) face au Zénith Saint-Pétersbourg. Les Glasgow Rangers font aussi match nul (0-0) face à la Fiorentina.
- 26 avril :
  - Championnat d'Angleterre : Chelsea l'emporte 2-1 face à Manchester United, et partage désormais la tête du classement avec son rival.
  - Le footballeur croate Luka Modrić est transféré à Tottenham. Le montant du transfert dépasse les 25 millions d'euros.
- 27 avril, Championnat d'Italie : large victoire de la Juventus sur la Lazio de Rome (5-2).
- 28 avril, Championnat d'Angleterre : festival de buts au Pride Park Stadium, où Arsenal s'impose 6-2 face à Derby County. Emmanuel Adebayor inscrit un triplé en faveur des Gunners.
- 29 avril, Ligue des champions de l'UEFA, demi-finale retour : Manchester United se qualifie pour la finale de la Ligue des champions en s'imposant 1-0 face au FC Barcelone.
- 30 avril :
  - Le PSG se voit exclu de la Coupe de la Ligue pour la saison 2008-2009, à la suite d'une banderole injurieuse déployée contre le Racing Club de Lens lors de la finale de l'édition 2008 au Stade de France. Le 14 août, le Tribunal Administratif de Paris va à l'encontre de la LFP et de la FFF en réintégrant le PSG dans la compétition.
  - Ligue des champions de l'UEFA, demi-finale retour : Chelsea se qualifie pour sa première finale de Ligue des champions en s'imposant 3-2 après prolongation face à Liverpool. On aura donc droit pour la toute première fois à une finale 100 % anglaise.

## Mai
- 1er mai, Coupe de l'UEFA, demi-finale retour : le Zénith Saint-Pétersbourg s'impose largement 4-0 face au Bayern Munich et se qualifie pour la première finale européenne de son histoire. Les Glasgow Rangers battent la Fiorentina aux tirs au but et accèdent eux aussi en finale.
- 4 mai :
  - Championnat d'Italie : dans le derby milanais, le Milan AC l'emporte 2-1 sur l'Inter Milan.
  - Le Bayern Munich est sacré champion d'Allemagne. Le Bayern réalise le triplé Championnat d'Allemagne de football 2007-2008 / Coupe d'Allemagne / Coupe de la ligue.
  - Le Real Madrid est sacré champion d'Espagne. Il s'agit du 31e titre de champion pour le club madrilène. Dans le même temps, le FC Barcelone humilie le FC Valence sur le lourd score de 6-0.
- 5 mai : le milieu de terrain défensif Mathieu Flamini, en fin de contrat à Arsenal, s'engage avec le Milan AC.
- 6 mai, Coupe de France, demi-finale : le Paris SG se qualifie pour la finale en battant l'Amiens SC (L2) sur le score de 1-0. Le jeune attaquant parisien Yannick Boli inscrit son premier but en tant que professionnel.
- 7 mai :
  - Championnat d'Espagne : le Real Madrid l'emporte largement face au FC Barcelone sur le score de 4-1.
  - Coupe de France, demi-finale : l'Olympique lyonnais se qualifie pour la finale en battant le CS Sedan-Ardennes (L2) grâce à un but sur coup franc de Juninho.
- 8 mai :
  - Le président du FC Barcelone, Joan Laporta, annonce le départ de l'entraîneur Frank Rijkaard. Il sera remplacé à la fin de la saison par Josep Guardiola, un ancien joueur du club.
  - Le chef du gouvernement italien Silvio Berlusconi démissionne de son poste de président du Milan AC, afin de respecter la règle du cumul des mandats.
- 11 mai : Manchester United est sacré champion d'Angleterre. Il s'agit du 17e titre de champion pour les Red Devils.
- 12 mai :
  - Le footballeur portugais José Bosingwa signe un contrat de trois ans en faveur du club anglais de Chelsea. L'indemnité de transfert versée au FC Porto s'élève à plus de 20 millions d'euros.
  - Héctor Cúper est limogé de son poste d'entraîneur de Parme. Andrea Manzo le remplace. Le club parmesan occupe la 18e place de Serie A à une journée seulement de la fin du championnat.
  - Martin Jol devient le nouvel entraîneur de Hambourg. Il succède à Huub Stevens.
- 14 mai, Coupe UEFA, finale : au City of Manchester Stadium, le Zénith Saint-Pétersbourg remporte la Coupe en battant les Glasgow Rangers sur le score de 2-0. Il s'agit ici du premier titre continental pour le club russe.
- 16 mai, Championnat d'Europe des moins de 17 ans, finale : l'équipe d'Espagne -17 ans remporte le championnat d'Europe des moins de 17 ans en battant l'équipe de France -17 ans sur le score de 4-0.
- 17 mai :
  - Championnat d'Allemagne : large victoire de Hambourg sur Karlsruhe : 7-0 ! Le péruvien Paolo Guerrero inscrit un triplé.
  - Coupe d'Angleterre, finale : Portsmouth remporte la FA Cup en s'imposant 1-0 en finale face à Cardiff City (club de 2e division). C'est la deuxième Coupe d'Angleterre pour Pompey.
  - L'Olympique lyonnais est sacré champion de France. Il s'agit du septième titre consécutif pour ce club. Cette dernière journée de championnat voit également le Racing Club de Lens descendre en Ligue 2 après 17 saisons passées en L1.
- 18 mai :
  - Coupe de Belgique, finale : le RSC Anderlecht remporte la Coupe en battant le club de La Gantoise (3-2). C'est la 9e Coupe de Belgique remportée par Anderlecht.
  - L'Inter Milan remporte son 16e titre de champion d'Italie. L'autre club de la ville, le Milan AC, ne pourra pas disputer la Ligue des champions 2008-2009 car il n'a terminé que 5e du championnat.
- 19 mai : Thomas Doll démissionne de son poste d'entraîneur du Borussia Dortmund. L'ancien entraîneur de Mayence, Jürgen Klopp, lui succède quelques jours plus tard.
- 21 mai :
  - Michael Skibbe est limogé de son poste d'entraîneur du Bayer Leverkusen. L'ancien international allemand Bruno Labbadia prend sa succession quelques jours plus tard.
  - Ligue des champions de l'UEFA, finale : au Stade Loujniki de Moscou, Manchester United remporte la Ligue des champions en battant le club londonien de Chelsea sur le score de 1-1 et de 6 Tirs au but à 5. C'est la troisième Ligue des champions gagnée par les Red Devils.
- 22 mai :
  - Unai Emery devient le nouvel entraîneur du Valence CF. Il prendra officiellement ses fonctions le 1er juillet.
  - Le Celtic Glasgow remporte son 42e titre de champion d'Écosse, ce qui constitue son troisième titre de champion consécutif.
- 24 mai :
  - Quique Sánchez Flores devient le nouvel entraîneur du Benfica Lisbonne.
  - Avraham Grant est limogé de son poste d'entraîneur de Chelsea.
  - L'AS Rome remporte la Coupe d'Italie en battant l'Inter Milan sur le score de 2-1.
  - L'Olympique lyonnais remporte la Coupe de France en battant le Paris Saint-Germain sur le score de 1 à 0 après prolongations. L'unique but de la partie est inscrit Sidney Govou. L'OL réalise ainsi le premier doublé Coupe/Championnat de son histoire.
- 26 mai :
  - Le footballeur malien Seydou Keita signe un contrat de 4 ans en faveur du FC Barcelone.
  - La FIFA exclut l'Irak de toutes les compétitions internationales, à la suite de la dissolution des fédérations sportives du pays organisée par le gouvernement irakien.
- 27 mai : Charles Villeneuve, ancien directeur des sports de TF1, devient le nouveau président du Paris Saint-Germain.
- 28 mai : l'attaquant italien Alberto Gilardino quitte le Milan AC et rejoint le club de la Fiorentina.
- 29 mai :
  - Le jeune gardien niçois Hugo Lloris annonce qu'il rejoint l'Olympique lyonnais. Il prend la succession de Grégory Coupet, qui a annoncé son départ.
  - Roberto Mancini est limogé de son poste d'entraîneur de l'Inter Milan.
- 30 mai : Élie Baup est limogé de son poste d'entraîneur de Toulouse. Alain Casanova, son adjoint, le remplace.
- 31 mai : le défenseur italien Gianluca Zambrotta quitte le FC Barcelone et s'engage avec le Milan AC.

## Juin
- 2 juin : José Mourinho devient le nouvel entraîneur de l'Inter Milan. L'entraîneur portugais touchera près de 9 millions d'euros nets par saison.
- 4 juin :
  - Mark Hughes devient le nouvel entraîneur de Manchester City. Il remplace Sven-Göran Eriksson.
  - Le FC Porto se voit exclu de la Ligue des champions 2008-2009 à la suite de tentatives de corruption d'arbitres lors de l'année 2004. Cette suspension est levée quelques jours plus tard.
  - Peu utilisé au Milan AC, le footballeur français Yoann Gourcuff se voit prêté (avec option d'achat) aux Girondins de Bordeaux.
- 6 juin :
  - Le milieu offensif Miralem Pjanić, grand espoir du football européen, s'engage en faveur de l'Olympique lyonnais, en provenance du FC Metz.
  - Le footballeur mexicain Giovani dos Santos quitte le FC Barcelone et rejoint le club anglais de Tottenham.
- 7 juin :
  - Le latéral droit brésilien Daniel Alves quitte le FC Séville et rejoint le FC Barcelone. L'indemnité de transfert est proche de 30 millions d'euros.
  - Championnat d'Europe : début du championnat d'Europe des nations qui se déroule en Suisse et en Autriche. En match d'ouverture la République tchèque s'impose 1-0 sur l'équipe de Suisse.
- 11 juin : le club de Chelsea annonce l'arrivée de l'entraîneur brésilien Luiz Felipe Scolari. L'actuel sélectionneur de l'équipe du Portugal prendra ses nouvelles fonctions à l'issue de l'Euro 2008.
- 12 juin : Michael Skibbe devient le nouvel entraîneur de Galatasaray.
- 16 juin :
  - Le footballeur camerounais Jean II Makoun quitte le Lille OSC et rejoint l'Olympique lyonnais. Le montant du transfert est proche de 15 millions d'euros.
  - La JSM Béjaia remporte la 1re coupe d'Algérie de son histoire.
- 18 juin :
  - Víctor Muñoz devient le nouvel entraîneur de Getafe.
  - Claude Puel devient le manager général de l'Olympique lyonnais. Il s'engage pour 4 ans. En parallèle Rudi Garcia prend la succession de Puel à Lille.
  - Le footballeur norvégien John Arne Riise quitte le club anglais de Liverpool et rejoint le club italien de l'AS Rome.
- 22 juin : Paul Ince devient le nouveau manager des Blackburn Rovers.
- 23 juin : le footballeur français Yoan Gouffran signe un contrat de 4 ans en faveur des Girondins de Bordeaux.
- 24 juin : Yves Bertucci devient le nouvel entraîneur du Mans.
- 26 juin : Marcello Lippi reprend le poste de sélectionneur de l'équipe d'Italie, à la suite de l'éviction de Roberto Donadoni.
- 29 juin, Championnat d'Europe des Nations, finale : l'Espagne remporte le championnat d'Europe des nations en battant l'équipe d'Allemagne (1-0). Fernando Torres inscrit l'unique but de la partie et permet à l'Espagne de remporter son deuxième titre international.
- 30 juin : le footballeur portugais Deco quitte le FC Barcelone et signe en faveur du club anglais de Chelsea.

## Principaux champions nationaux 2007-2008
- Algérie : JS Kabylie
- Allemagne : Bayern Munich
- Angleterre : Manchester United
- Argentine : tournoi de clôture : CA River Plate
- Autriche : Rapid Vienne
- Belgique : Standard de Liège
- Bulgarie : CSKA Sofia
- Danemark : AaB Ålborg
- Écosse : Celtic Glasgow
- Espagne : Real Madrid
- France : Olympique lyonnais
- Grèce : Olympiakos Le Pirée
- Italie : Inter Milan
- Maroc : FAR de Rabat
- Pays-Bas : PSV Eindhoven
- Pologne : Wisła Cracovie
- Portugal : FC Porto
- République tchèque : SK Slavia Prague
- Roumanie : CFR 1907 Cluj
- Serbie : FK Partizan Belgrade
- Suisse : FC Bâle
- Tunisie : Club africain
- Turquie : Galatasaray SK
- Ukraine : Chakhtior Donetsk

## Juillet
- 1er juillet : après un long imbroglio juridico-financier, Hatem Ben Arfa quitte l'Olympique lyonnais et rejoint officiellement l'Olympique de Marseille. L'OM aura du débourser plus de 12 millions d'euros pour avoir le joueur.
- 2 juillet : le footballeur brésilien Jô quitte le CSKA Moscou et s'engage en faveur de Manchester City. Le transfert s'élève à 24 millions d'euros, ce qui constitue un record pour le club.
- 3 juillet :
  - Luis Aragonés devient le nouvel entraîneur du club turc de Fenerbahçe. Il succède au brésilien Zico.
  - Copa Libertadores, finale : le club équatorien de la Liga Deportiva Universitaria de Quito remporte la première Copa Libertadores de son histoire en battant le club brésilien de Fluminense.
- 4 juillet : Grégory Coupet quitte l'Olympique Lyonnais et rejoint le club espagnol de l'Atlético de Madrid. Le gardien de but français aura passé 11 saisons sous les couleurs de l'OL.
- 11 juillet :
  - Le footballeur français Samir Nasri quitte l'Olympique de Marseille et signe en faveur du club londonien d'Arsenal.
  - Carlos Queiroz devient le nouveau sélectionneur de l'équipe du Portugal. Il était auparavant l'adjoint d'Alex Ferguson à Manchester United.
- 14 juillet : le défenseur danois Christian Poulsen quitte le FC Séville et rejoint le club italien de la Juventus.
- 15 juillet :
  - Le footballeur brésilien Alessandro Mancini quitte l'AS Rome et signe un contrat de 4 saisons en faveur de l'Inter Milan.
  - Vicente del Bosque, ex-entraîneur du Real Madrid, devient le nouveau sélectionneur de l'équipe d'Espagne.
- 16 juillet :
  - Le footballeur brésilien Ronaldinho signe un contrat de 4 ans en faveur du Milan AC. L'indemnité de transfert versée au FC Barcelone s'élève à 21 millions d'euros.
  - Le footballeur biélorusse Alexander Hleb quitte le club anglais d'Arsenal et rejoint le club espagnol du FC Barcelone.
- 17 juillet : le défenseur central français Sébastien Squillaci quitte l'Olympique lyonnais et rejoint le club ibérique du FC Séville.
- 18 juillet :
  - L'Olympique de Marseille recrute l'attaquant ivoirien Baky Koné, en provenance de l'OGC Nice.
  - Le footballeur français Ludovic Giuly signe un contrat de 3 ans en faveur du Paris Saint-Germain.
- 21 juillet :
  - Le PSG recrute le footballeur international français Claude Makelele, en provenance de Chelsea.
  - Le défenseur ghanéen John Mensah quitte le Stade rennais et signe un contrat de 5 ans en faveur de l'Olympique lyonnais.
- 26 juillet, Championnat d'Europe des moins de 19 ans, finale : l'équipe d'Allemagne des moins de 19 ans est sacrée championne d'Europe en s'imposant sur le score de 3-1 face à l'équipe d'Italie des moins de 19 ans.
- 28 juillet :
  - Le footballeur irlandais Robbie Keane quitte le club londonien de Tottenham et signe un contrat de 5 ans en faveur du Liverpool Football Club. Le transfert s'élève à près de 25 millions d'euros.
  - Le footballeur ghanéen Sulley Muntari s'engage pour 4 saisons en faveur du club italien de l'Inter Milan.

## Août
- 2 août : les Girondins de Bordeaux remportent le Trophée des champions aux dépens de l'Olympique lyonnais (0-0, 5-4 aux TAB).
- 4 août : le footballeur néerlandais Rafael van der Vaart quitte le Hambourg SV et rejoint le club espagnol du Real Madrid.
- 9 août : reprise du championnat de France : signalons le prolifique match nul (4-4) entre Rennes et Marseille.
- 10 août :  Manchester United remporte le Community Shield en battant le Portsmouth Football Club aux tirs au but (0-0, 3-1 aux TAB).
- 13 août : le défenseur international croate Dario Šimić signe un contrat de 2 ans en faveur de l'AS Monaco.
- 14 août : l'AS Rome recrute le footballeur brésilien Julio Baptista, en provenance du Real Madrid.
- 15 août : reprise du championnat d'Allemagne avec un match nul (2-2) entre le Bayern Munich et Hambourg.
- 16 et 17 août : première journée du championnat d'Angleterre, avec notamment une nette victoire de Chelsea sur Portsmouth (4-0).
- 20 août : après neuf saisons passées à Manchester United, le défenseur français Mikaël Silvestre quitte les Red Devils pour rejoindre les Gunners d'Arsenal.
- 21 août, Finale du Tournoi olympique féminin à Pékin : les américaines conservent leur titre olympique féminin en battant les joueuses brésiliennes 1-0 après prolongation.
- 23 août :
  - Après deux saisons passées à Chelsea, le footballeur ukrainien Andriy Chevtchenko retourne au Milan AC.
  - Finale du Tournoi olympique masculin à Pékin : l'Argentine conserve son titre olympique en battant le Nigeria sur le score de 1-0. Les favoris brésiliens doivent se contenter d'une 3e place.
- 24 août :
  - Le footballeur portugais Danny est transféré au Zénith Saint-Pétersbourg. Le montant de la transaction s'élève à 30 millions d'euros, ce qui constitue un record pour un club russe.
  - Le Real Madrid remporte la Supercoupe d'Espagne.
  - L'Inter Milan remporte la Supercoupe d'Italie.
- 26 août : Michel Der Zakarian est limogé de son poste d'entraîneur du FC Nantes. Élie Baup le remplace le 4 septembre.
- 29 août : le club russe du Zénith Saint-Pétersbourg remporte la Supercoupe de l'UEFA en battant le club anglais de Manchester United sur le score de 2 buts à 1.
- 31 août :
  - Reprise du championnat d'Italie avec une défaite du Milan AC à domicile face à Bologne.
  - Première journée du championnat d'Espagne : signalons la défaite du FC Barcelone sur la pelouse de Numancia.

## Septembre
- 1er septembre :
  - Le footballeur russe Roman Pavlioutchenko s'engage pour 4 saisons en faveur du club londonien de Tottenham.
  - L'Inter Milan recrute l'international portugais Ricardo Quaresma, en provenance du FC Porto.
  - Le footballeur brésilien Robinho quitte le Real Madrid et signe un contrat de 4 ans en faveur du club anglais de Manchester City. Le montant du transfert s'élève à 42 millions d'euros, ce qui constitue un record pour les Citizens, qui viennent d'être rachetés par lAbu Dhabi United Group.
  - Après de longues négociations, l'attaquant bulgare Dimitar Berbatov est transféré de Tottenham à Manchester United pour la somme de 37 millions d'euros.
  - Le club d'Everton recrute le milieu de terrain belge Marouane Fellaini pour la somme de 18,5 millions d'euros. C'est le plus gros transfert de l'histoire pour un joueur belge.
- 3 septembre : Alan Curbishley démissionne de son poste d'entraîneur de West Ham. Steve Clarke le remplace quelques jours plus tard, tandis que l'ancien footballeur italien Gianfranco Zola devient manager général du club.
- 4 septembre :
  - Stefano Colantuono est renvoyé de son poste d'entraîneur de Palerme. Davide Ballardini le remplace. C'est la deuxième fois en moins d'un an que Colantuono est licencié par le club sicilien.
  - Kevin Keegan quitte son poste d'entraîneur de Newcastle. Joe Kinnear prend sa succession le 26 septembre.
- 13 septembre :
  - Championnat d'Angleterre : Liverpool s'impose 2-1 sur Manchester United à Anfield Road.
  - Championnat d'Allemagne : dans le derby de la Ruhr, Schalke 04 et le Borussia Dortmund font match nul (3-3). Schalke menait pourtant 3-0 après 54 minutes de jeu.
- 14 septembre, Championnat d'Espagne : prolifique match entre le Real Madrid et Numancia. Les Madrilènes s'imposent 4-3 après avoir été menés au score à deux reprises. Lors de ce match Guti inscrit le 5 000e but du Real Madrid en Liga.
- 16 septembre, Ligue des champions de l'UEFA, 1re journée :
  - Groupe A : Chelsea FC 4-0 Girondins de Bordeaux
  - Groupe C : FC Barcelone 3-1 Sporting Portugal
  - Groupe D : PSV Eindhoven 0-3 Atlético de Madrid
  - Groupe D : Olympique de Marseille 1-2 Liverpool FC
- 17 septembre, Ligue des champions de l'UEFA, 1re journée :
  - Groupe F : Olympique lyonnais 2-2 AC Fiorentina
- 20 septembre, Championnat d'Allemagne : au Weserstadion, le Werder Brême étrille le Bayern Munich sur le score de 5-2.
- 21 septembre :
  - Championnat d'Angleterre : Manchester United fait match nul (1-1) sur la pelouse de Chelsea. Dans le même temps, Manchester City atomise Portsmouth sur le lourd score de 6-0.
  - Championnat d'Espagne : très large victoire du FC Barcelone sur le Sporting de Gijón (6-1).
- 24 septembre :
  - Championnat d'Espagne : nouvelle correction pour le Sporting de Gijón, qui s'incline lourdement sur la pelouse du Real Madrid (7-1). Rafael van der Vaart est l'auteur d'un triplé.
  - Coupe de la Ligue anglaise, 16e de finale : grosse surprise avec l'élimination de Manchester City par Brighton, modeste club de Football League One (3e division anglaise).
- 26 septembre : le comité exécutif de l'UEFA annonce l'élargissement du Championnat d'Europe des Nations de 16 à 24 équipes à partir de l'année 2016. L'UEFA annonce également un nouveau nom et une nouvelle formule pour la Coupe UEFA qui prendra effet en 2009 : la Coupe UEFA deviendra la Ligue Europa et son organisation sera plus proche de celle de la Ligue des champions.
- 27 septembre, Championnat d'Allemagne : prolifique match entre le Werder Brême et le TSG Hoffenheim : 5-4 !
- 28 septembre, Championnat d'Italie : le Milan AC remporte le derby face à l'Inter Milan grâce à un but de Ronaldinho.
- 30 septembre, Ligue des champions de l'UEFA, 2e journée :
  - Groupe F : Bayern Munich 1-1 Olympique lyonnais
  - Groupe H : Zénith Saint-Pétersbourg 1-2 Real Madrid

## Octobre
- 1er octobre, Ligue des champions de l'UEFA, 2e journée :
  - Groupe A : Girondins de Bordeaux 1-3 AS Rome
  - Groupe C : Shakhtar Donetsk 1-2 FC Barcelone
  - Groupe D : Liverpool FC 3-1 PSV Eindhoven
  - Groupe D : Atlético de Madrid 2-1 Olympique de Marseille
- 4 octobre, Championnat d'Espagne : au Camp Nou, large victoire du FC Barcelone sue l'Atlético de Madrid (6-1). Les catalans menaient déjà 3-0 après seulement 9 minutes de jeu !
- 5 octobre, Championnat de France : au Stade de la route de Lorient, le Stade rennais s'impose 3-0 sur le leader, l'Olympique lyonnais. Mickaël Pagis inscrit les 3 buts de la rencontre.
- 7 octobre : Lucas Alcaraz devient le nouvel entraîneur du Recreativo de Huelva. Il succède à Manolo Zambrano.
- 13 octobre : José Ángel Ziganda est limogé de son poste d'entraîneur de l'Osasuna Pampelune à la suite d'une série de mauvais résultats. José Antonio Camacho le remplace.
- 16 octobre : Alfio Basile démissionne de son poste de sélectionneur de l'équipe d'Argentine pour "raisons personnelles".
- 18 octobre : Hans Meyer devient le nouvel entraîneur du Borussia Mönchengladbach. Il succède à Jos Luhukay, limogé au début du mois.
- 19 octobre, Championnat d'Italie : au Stadio Giuseppe Meazza, large victoire de l'Inter Milan sur l'AS Rome (4-0).
- 21 octobre, Ligue des champions de l'UEFA, 3e journée. 36 buts sont inscrits lors de cette soirée :
  - Groupe F : Steaua Bucarest 3-5 Olympique lyonnais
  - Groupe H : Real Madrid 2-1 Juventus
- 22 octobre, Ligue des champions de l'UEFA, 3e journée :
  - Groupe A : Girondins de Bordeaux 1-0 CFR Ecomax Cluj
  - Groupe A : Chelsea FC 1-0 AS Rome
  - Groupe D : Atlético de Madrid 1-1 Liverpool FC
  - Groupe D : PSV Eindhoven 2-0 Olympique de Marseille
- 25 octobre : Juande Ramos est limogé de son poste d'entraîneur de Tottenham. Harry Redknapp, entraîneur de Portsmouth, le remplace. Le club londonien occupe la dernière place de la Premier League et n'a pris que deux points en huit rencontres de championnat.
- 26 octobre :
  - Championnat d'Angleterre : Liverpool s'impose 1-0 sur Chelsea à Stamford Bridge. L'unique but de la partie est inscrit par Xabi Alonso. À la suite de cette victoire, les Reds prennent la tête de la Premier League, et mettent fin à une série de 86 matchs sans défaite à domicile en championnat pour les Blues.
  - Championnat d'Espagne : prolifique match nul entre Villarreal et l'Atlético de Madrid sur le score de 4-4.
  - Championnat de France : au Stade Vélodrome, le PSG s'impose 4-2 sur l'Olympique de Marseille. Il s'agit de la première défaite de la saison en Ligue 1 pour l'OM.
- 28 octobre :
  - Diego Maradona devient le nouveau sélectionneur de l'équipe d'Argentine.
  - Tony Adams devient le nouveau manager de Portsmouth.
- 29 octobre, Championnat d'Angleterre : spectaculaire match nul (4-4), lors du North London derby entre Tottenham et Arsenal.

## Novembre
- 4 novembre, Ligue des champions de l'UEFA, 4e journée :
  - Groupe A : CFR Ecomax Cluj 1-2 Girondins de Bordeaux
  - Groupe A : AS Rome 3-1 Chelsea FC
  - Groupe C : FC Barcelone 1-1 FC Bâle
  - Groupe D : Liverpool FC 1-1 Atlético de Madrid
  - Groupe D : Olympique de Marseille 3-0 PSV Eindhoven
- 5 novembre, Ligue des champions de l'UEFA, 4e journée :
  - Groupe F : Olympique lyonnais 2-0 Steaua Bucarest
  - Groupe H : Real Madrid 0-2 Juventus
- 8 novembre :
  - Championnat d'Angleterre : Arsenal - Manchester United : 2-1. Samir Nasri inscrit un doublé en faveur des Gunners.
  - Championnat d'Espagne : au stade Santiago-Bernabéu, le Real Madrid s'impose 4-3 sur Málaga. L'attaquant franco-argentin Gonzalo Higuaín est l'auteur des quatre buts. En parallèle, le FC Barcelone s'impose largement sur le Real Valladolid (6-0), avec là aussi un quadruplé, cette fois-ci de Samuel Eto'o.
- 10 novembre : Laurent Roussey est limogé de son poste d'entraîneur de l'AS Saint-Étienne. Les Verts occupent la 18e place de la Ligue 1 après 13 journées de championnat.
- 11 novembre :
  - Coupe de la Ligue, huitièmes de finale : grosse surprise à Gerland avec l'élimination de l'Olympique lyonnais, dès son entrée dans la compétition, par le FC Metz (L2). L'olympique lyonnais était invaincu sur son terrain depuis le 11 novembre 2007, soit un an jour pour jour, et ce toutes compétitions confondues.
  - Coupe d'Espagne, seizièmes de finale : énorme surprise avec l'élimination du Real Madrid par le Real Unión de Irún, modeste club de Segunda-B (3e division). Lors de ce match Raúl est l'auteur d'un triplé, ce qui porte son total de buts avec le Real à 300, et ce toutes compétitions confondues.
- 12 novembre :
  - Alain Perrin devient le nouvel entraîneur de l'AS Saint-Étienne.
  - Coupe de la Ligue anglaise, huitièmes de finale : à noter l'élimination de Liverpool par Tottenham (4-2), et l'exploit de Burnley (D2), qui sort Chelsea aux tirs au but.
- 16 novembre :
  - Coupe du monde féminine des moins de 17 ans, finale : l'équipe de Corée du Nord féminine des moins de 17 ans remporte la première édition de la Coupe du monde féminine U-17 organisée en Nouvelle-Zélande. Les Asiatiques s'imposent 2-1 en finale après prolongation face aux États-Unis.
  - Ligue des champions de la CAF, finale : le club d'Al Ahly SC remporte la sixième Ligue des champions d'Afrique de son histoire en battant en finale le club camerounais du Cotonsport Garoua (aller 2-0, retour 2-2).
- 21 novembre : Dušan Bajević devient le nouvel entraîneur de l'AEK Athènes. Il succède à Giorgos Donis.
- 22 novembre, Championnat d'Angleterre : à noter la large victoire de Manchester City sur Arsenal (3-0).
- 23 novembre : Armin Veh est limogé de son poste d'entraîneur du VfB Stuttgart. Markus Babbel, ancien joueur du club, le remplace.
- 25 novembre, Ligue des champions, 5e journée :
  - Groupe E : Villarreal CF 0-0 Manchester United
  - Groupe F : AC Fiorentina 1-2 Olympique lyonnais
- 26 novembre, Ligue des champions, 5e journée :
  - Groupe A : Girondins de Bordeaux  1-1 Chelsea FC
  - Groupe C : Shakhtar Donetsk 5-0 FC Bâle
  - Groupe D : Liverpool FC 1-0 Olympique de Marseille
- 30 novembre, Championnat d'Angleterre : à Stamford Bridge, Arsenal l'emporte 2-1 sur Chelsea avec un doublé de Robin van Persie.

## Décembre
- 1er décembre : Bartolomé Márquez López est limogé de son poste d'entraîneur de l'Espanyol Barcelone. José Manuel Esnal le remplace.
- 2 décembre :
  - Sans surprise, l'attaquant portugais Cristiano Ronaldo reçoit le Ballon d'or 2008 décerné par le magazine France Football.
  - Le footballeur néerlandais Klaas-Jan Huntelaar est transféré de l'Ajax Amsterdam au Real Madrid. Le montant de la transaction dépasse les 20 millions d'euros.
  - Coupe de la Ligue anglaise, quarts de finale : le club de Burnley (D2) créé la surprise en éliminant le club londonien d'Arsenal.
- 4 décembre : Roy Keane quitte son poste d'entraîneur de Sunderland. Ricky Sbragia le remplace.
- 6 décembre, Championnat d'Espagne : large victoire du FC Barcelone sur le FC Valence (4-0). Thierry Henry est l'auteur de 3 buts.
- 7 décembre, Championnat d'Espagne : sur son terrain, le Real Madrid s'incline 3-4 face au FC Séville au terme d'un match à suspense.
- 9 décembre :
  - Bernd Schuster est limogé de son poste d'entraîneur du Real Madrid. Juande Ramos, ancien entraîneur de Séville et de Tottenham, le remplace.
  - Ligue des champions de l'UEFA, 6e journée.
    - Groupe A : AS Rome 2-0 Girondins de Bordeaux
    - Groupe B : Werder Brême 2-1 Inter Milan
    - Groupe C : FC Bâle 0-1 Sporting Portugal
    - Groupe C : FC Barcelone 2-3 Shakhtar Donetsk
    - Groupe D : PSV Eindhoven 1-3 Liverpool FC
    - Groupe D : Olympique de Marseille 0-0 Atlético de Madrid
- 10 décembre : Ligue des champions de l'UEFA, 6e journée.
  - Groupe F : Olympique lyonnais 2-3 Bayern Munich
  - Groupe G : FC Porto 2-0 Arsenal FC
- 12 décembre : l'attaquant brésilien Ronaldo est transféré au club des Corinthians.
- 13 décembre, Championnat d'Espagne : au Camp Nou, le FC Barcelone s'impose 2-0 sur le Real Madrid. Les buts sont inscrits par Samuel Eto'o et par Lionel Messi. Le Barça possède désormais 12 points d'avance sur son grand rival.
- 14 décembre, Championnat d'Italie : la Juventus s'impose 4 à 2 face au Milan AC. C'est la 200e confrontation officielle entre les deux formations.
- 15 décembre : Alexi Stival devient le nouvel entraîneur du club brésilien de Flamengo.
- 17 décembre : Sam Allardyce est nommé entraîneur des Blackburn Rovers. Il remplace Paul Ince.
- 18 décembre : Frédéric Hantz devient le nouvel entraîneur du Havre en remplacement de Jean-Marc Nobilo.
- 21 décembre :
  - Championnat de France : au Stade Louis-II, les Girondins de Bordeaux s'imposent 4-3 face à l'AS Monaco. Les monégasques menaient pourtant 3-0 après 50 minutes de jeu.
  - Championnat d'Angleterre : Arsenal et Liverpool font match nul (1-1) à l'Emirates Stadium.
  - Coupe du monde des clubs, finale : Manchester United remporte la Coupe en s'imposant 1-0 face aux équatoriens du LDU Quito grâce à une réalisation de Wayne Rooney.
- 22 décembre : le footballeur français Lassana Diarra est transféré du Portsmouth Football Club au Real Madrid CF.
- 28 décembre, Championnat d'Angleterre : Liverpool s'impose 5-1 sur la pelouse de Newcastle.

## Principaux décès
Plus d'informations : Liste d'acteurs du football morts en 2008.
- 4 janvier : décès à 74 ans de Romeiro, international brésilien ayant remporté la Coupe du Brésil 1960[2].
- 4 janvier : décès à 64 ans de Bjørn Odmar Andersen, international norvégien ayant remporté 2 championnat de Norvège et 3 Coupe de Norvège[3].
- 4 janvier : décès à 67 ans de Viatcheslav Ambartsoumian, international soviétique ayant remporté le Championnat d'URSS 1969 et 2 Coupe d'URSS.
- 5 janvier : décès à 83 ans de Louis Hon, international français devenu entraineur ayant remporté la Coupe d'Espagne 1966 et la Coupe de France 1967[4].
- 8 janvier : décès à 70 ans de Lluís Coll, joueur espagnol ayant remporté 4 Coupe des villes de foires, 2 Championnat d'Espagne et 2 Coupe d'Espagne devenu entraîneur[5].
- 14 janvier : décès à 86 ans de Kaj Christiansen, international danois ayant remporté le Championnat du Danemark 1944 puis comme entraîneur la Coupe du Danemark 1967.
- 15 janvier : décès à 84 ans de Louis Favre, joueur puis entraîneur français[6].
- 18 janvier : décès à 84 ans de Manuel Cerveró, joueur espagnol ayant remporté le Championnat d'Espagne en 1949.
- 21 janvier : décès à 82 ans de Billy Elliott, joueur puis entraîneur britannique. Il fut également sélectionneur de la Libye[7].
- 21 janvier : décès à 77 ans de Lorenzo Bettini, joueur italien.
- 28 janvier : décès à 67 ans d'Eleuterio Santos, international espagnol ayant remporté 2 Coupe d'Espagne[8].
- 4 février : décès à 76 ans de Novak Roganović, international yougoslave ayant remporté la Médaille d’or en Jeux olympiques 1960.
- 5 février : décès à 62 ans de Zoran Antonijević, international yougoslave ayant remporté 4 Championnat de Yougoslavie, 3 Coupe de Yougoslavie et la Coupe de Grèce 1976[9].
- 5 février : décès à 58 ans de Jacky Nardin, joueur français.
- 7 février : décès à 92 ans de Hugo Bagnulo, joueur uruguayen puis entraineur ayant remporté la Coupe intercontinentale 1982, la Copa Libertadores 1982 et 6 Championnat d'Uruguay et sélectionneur de l'Uruguay remportant la Copa América 1956[10].
- 12 février : décès à 88 ans de Jean Prouff, international français ayant remporté comme joueur le Championnat de France 1949 et comme entraineur le Championnat de Belgique 1963 et 2 Coupe de France. Il fut également sélectionneur du Gabon[11].
- 15 février : décès à 62 ans d'Inge Thun, international norvégien ayant remporté le Championnat de Norvège en 1970 et 3 coupe de Norvège[12].
- 19 février : décès à 75 ans de Norbert Boucq, joueur puis entraineur français[13].
- 21 février : décès à 56 ans d'Emmanuel Sanon, international haïtien ayant remporté la Coupe des nations de la CONCACAF 1973 et la Coupe de Belgique 1979 et fut sélectionneur d'Haïti[14].
- 23 février : décès à 54 ans de Bio, joueur brésilien ayant remporté la Coupe d'Europe des vainqueurs de coupe 1979.
- 27 février : décès à 89 ans d'Enrico Candiani, joueur italien ayant remporté le Championnat d'Italie1940 et la Coupe d'Italie 1939.
- 27 février : décès à 80 ans de Raymond Van Dormael, joueur belge ayant remporté la Coupe de Belgique en 1954[15].
- 4 mars : décès à 73 ans d'Óscar Gómez Sánchez, international péruvien ayant remporté 3 Chammpionnat du Pérou[16].
- 4 mars : décès à 89 ans d'Erwin Ballabio, international suisse ayant remporté la Coupe de Suisse 1959 devenu ensuite entraineur et sélectionneur de la Suisse[17].
- 4 mars : décès à 53 ans de Jocelyne Henry, international française[18].
- 5 mars : décès à 93 ans de Bernard Antoinette, international français devenu entraîneur[19].
- 5 mars : décès à 78 ans de Derek Dooley, joueur puis entraineur anglais[20].
- 7 mars : décès à 86 ans de Leonardo Costagliola, international italien devenu entraîneur.
- 16 mars : décès à 75 ans de Bernard Rahis, international français[21].
- 25 mars : décès à 49 ans de Thierry Gilardi, journaliste et commentateur sportif français[22].
- 26 mars : décès à 77 ans de Jozef Piedfort, international Belge[23].
- 29 mars : décès à 85 ans de Rajko Mitić, international yougoslave ayant remporté 5 Championnat de yougoslavie, 5 Coupe de Yougoslavie et la médaille d'argent aux Jeux Olympiques 1948 et 1952 devenu entraîneur[24].
- 3 avril : décès à 24 ans de Hrvoje Ćustić, joueur croate[25].
- 9 avril : décès à 60 ans de Mamadou Keïta, international malien puis entraineur et sélectionneur du Mali[26].
- 10 avril : décès à 86 ans de Marcel Pertry, joueur puis entraîneur belge.
- 11 avril : décès à 80 ans de Claude Abbes, international français ayant remporté le Championnat de France en 1957 et la Coupe de France en 1962[27].
- 15 avril : décès à 100 ans de Fernand Jaccard, joueur suisse puis entraineur ayant remporté le Championnat de suisse 1946[28].
- 16 avril : décès à 77 ans de René Dereuddre, joueur français ayant remporté la Coupe de France 1957 devenu entraîneur[29].
- 17 avril : décès à 38 ans de Sékou Bamba, international ivoirien[30].
- 18 avril : décès à 64 ans d'Erminio Favalli, joueur Italien ayant remporté le Championnat d'Italie 1967[31].
- 19 avril : décès à 93 ans de Constant Vanden Stock, joueur belge et sélectionneur de l'équipe de Belgique[32].
- 26 avril : décès à 70 ans d'Árpád Orbán, joueur hongrois ayant remporté la médaille d'or aux Jeux olympiques 1964.
- 28 avril : décès à 31 ans d'Eudy Simelane, international sud-africaine[33].
- 1er mai : décès à 84 ans de Paulo Amaral, joueur brésilien devenu entraîneur ayant remporté le Championnat du Brésil 1970[34].
- 8 mai : décès à 26 ans de François Sterchele, international belge[35].
- 8 mai : décès à 87 ans de Jacques Favre, joueur puis entraîneur français[36].
- 8 mai : décès à 80 ans de Jef Van der Linden joueur belge ayant remporté la Coupe de Belgique en 1955.
- 11 mai : décès à 86 ans de René Raphy, joueur français[37].
- 15 mai : décès à 51 ans de Tommy Burns, joueur Écossais ayant remporté 6 Championnat d'Écosse et 5 Coupe d'Écosse puis comme entraîneur la Coupe d'Écosse 1995[38].
- 19 mai : décès à 76 ans de Ryszard Kulesza, joueur, entraîneur polonais et sélectionneur de la Pologne et de la Tunisie[39].
- 23 mai : décès à 81 ans de Heinrich Kwiatkowski, international ouest-allemand ayant remporté la Coupe du monde 1954, la Coupe d'Europe des vainqueurs de coupe en 1966, 3 Championnat d'Allemagne et la Coupe d'Allemagne en 1965.
- 23 mai : décès à 67 ans de Mohamed Salem, international algérien ayant remporté la Coupe de France 1961[40].
- 29 mai : décès à 61 ans de Ricardo Neumann, joueur argentin.
- 6 juin : décès à 71 ans de Victor Wégria, international belge ayant remporté la Coupe de Belgique en 1966 devenu entraîneur.
- 11 juin : décès à 34 ans d'Adam Ledwoń, international polonais[39].
- 22 juin : décès à 84 ans d'Abdullah Gegiç, joueur yougoslave devenu entraîneur. il fut également sélectionneur de la Turquie[41].
- 27 juin : décès à 66 ans de Franck Fiawoo, joueur togolais[42].
- 28 juin : décès à 85 ans de Jacques Fraigneau, joueur français[43].
- 7 juillet : décès à 82 ans de Giovanni Viola, international italien ayant remporté 3 Championnat d'Italie[44].
- 12 juillet : décès à 57 ans de Reinhard Fabisch, joueur allemand devenu entraîneur.Il fut également sélectionneur du Kenya, Zimbabwe, Guatemala, et Bénin[45].
- 28 juillet : décès à 79 ans de Milcho Goranov, international bulgare ayant remporté la médaille de bronze aux Jeux olympiques 1956 et la Coupe de Bulgarie 1952.
- 3 août : décès à 72 ans d'Anton Allemann, international Suisse ayant remporté 3 Championnat de Suisse et la Coupe de Suisse 1958[46].
- 4 août : décès à 63 ans de Johny Thio, international belge ayant remporté le Championnat de Belgique en 1973 et 2 Vainqueur de la Coupe de Belgique[47].
- 5 août : décès à 80 ans de Raúl Conti, joueur argentin.
- 13 août : décès à 59 ans de Mourad Abdelouahab, joueur algérien ayant remporté le Championnat d'Algérie en 2000.
- 22 août : décès à 60 ans de Robert Pintenat, international français devenu entraîneur ayant remporté 2 Coupe du Gabon. Il fut également sélectionneur du Gabon[48].
- 30 août : décès à 61 ans de Guy David, joueur puis entraîneur français[49].
- 9 septembre : décès à 34 ans de Jacob Lekgetho, international Sud-Africain[50].
- 23 septembre : décès à 86 ans de Rudolf Illovszky, joueur hongrois ayant remporté la Coupe de Hongrie 1955 puis comme entraîneur 4 Championnat de Hongrie et la Coupe de Hongrie 1986. Il fut également sélectionneur de son pays remportant la médaille d'argent aux Jeux olympiques 1972.
- 26 septembre : décès à 95 ans de Géza Kalocsay, international tchécoslovaque et hongrois ayant remporté le Championnat de Tchécoslovaquie 1936 et le Championnat de Hongrie 1941 puis comme entraîneur la Ligue des champions de la CAF 1982, 2 Championnat d'Égypte, le Championnat de Belgique 1961, le Championnat de Hongrie 1962, le Championnat de Pologne 1967 et 2 Coupe de Pologne. Il fut également sélectionneur du Pakistan[51].
- 29 septembre : décès à 61 ans de Francisco Gonzales León, joueur péruvien ayant remporté 2 Championnat du Pérou.
- 1er octobre : décès à 85 ans d'André Campo, joueur français[52].
- 23 octobre : décès à 74 ans d'Édouard Stako, international français devenu entraîneur[53].
- 29 octobre : décès à 76 ans de Cor Brom, joueur puis entraineur néerlandais ayant remporté le Championnat des Pays-Bas 1979, la Coupe des Pays-Bas 1979 et la Coupe de Belgique en 1980[54].
- 29 octobre : décès à 94 ans de Habib Draoua, joueur algérien devenu entraîneur ayant remporté 4 Championnat de Tunisie, 3 Coupe de Tunisie et la Coupe d'Algérie 1984[55].
- 8 novembre : décès à 35 ans de Régis Genaux, joueur belge ayant remporté la Coupe de Belgique 1993 devenu entraîneur[56].
- 10 novembre : décès à 78 ans de Raphaël Tellechéa, joueur français[57].
- 12 novembre : décès à 81 ans de François Geeraerts, joueur puis entraîneur belge.
- 15 novembre : décès à 61 ans de Fons Bastijns, international belge ayant remporté 5 Championnat de Belgique et 2 Coupe de Belgique[58].
- 1er décembre : décès à 79 ans de Lev Mantula, international yougoslave devenu entraîneur.
- 2 décembre : décès à 81 ans de Guy Poitevin, joueur français ayant remporté 2 Championnat de France et 2 Coupe de France[59].
- 5 décembre : décès à 87 ans de Bolek Tempowski, international français ayant remporté le Championnat de France 1946 et 3 Coupe de France[60].
- 6 décembre : décès à 63 ans d'Albert Poli, joueur puis entraîneur français[61].
- 8 décembre : décès à 81 ans d'Albert Eloy, joueur français ayant remporté la Coupe de France en 1956 devenu entraîneur[62].
- 9 décembre : décès à 36 ans d'Ibrahim Dossey, international ghanéen ayant remporté la médaille de bronze aux Jeux olympiques d'été de 1992[63].
- 9 décembre : décès à 72 ans de Dražan Jerković, joueur yougoslave ayant remporté le Championnat de Yougoslavie en 1958 et 2 Coupe de Yougoslavie devenu entraîneur. Il fut également sélectionneur de la Yougoslavie et de la Croatie[64].
- 18 décembre : décès à 83 ans de Robert Jonquet, international français ayant remporté 5 Championnat de France et 2 Coupe de France[65].
- 23 décembre : décès à 42 ans de Pascal Mandart, joueur français[66].
- 26 décembre : décès à 78 ans de Victor Van Offenwert, joueur belge ayant remporté la Coupe de Belgique en 1955[67].
- 27 décembre : décès à 82 ans d'Alfred Pfaff, international ouest-allemand ayant remporté la Coupe du monde 1954 et le Championnat d'Allemagne 1959[68].